# Stereophyllum reclinatum
Stereophyllum reclinatum är en bladmossart som beskrevs av Brotherus och Jean Édouard Gabriel Narcisse Paris 1905. Stereophyllum reclinatum ingår i släktet Stereophyllum och familjen Stereophyllaceae. Inga underarter finns listade i Catalogue of Life.